# Michael Kolganov
Michael Kolganov (em hebraico:  מיכאל קלגנוב) (Tashkent, 24 de outubro de 1974) é um ex-canoísta israelense especialista em provas de velocidade.

## Carreira
Nascido em Tashkent, então URSS, começou a praticar canoagem para emagrecer. Kolganov se tornou campeão mundial em 1998 e 1999 no K-1 200m e medalhista olímpico de bronze no K-1 500 m.